# Kataluna Esperantisto
Kataluna Esperantisto va ser l'òrgan oficial primer de la Federació Esperantista Catalana i actualment ho és de l'Associació Catalana d'Esperanto. És una revista fundada el 1910, que fou la publicació més remarcable del moviment esperantista català fins al 1936. La revista és bilingüe, en català i esperanto de 20 pàgines, publicada trimestralment en format A4. Els continguts en esperanto són els d'un butlletí associatiu, mentre que la part en català —que ocupa la meitat de la revista— tracta sobre llengües i drets lingüístics i és considerada una revista científica accessible a RACO.

## Història
La història de Kataluna Esperantisto està molt lligada a les vicissituds del moviment esperantista català.
El seu nom prové de la històrica publicació La Esperantisto que fou la primera revista en la llengua internacional esperanto. Aparegué per primera vegada al setembre del 1889 a Nürnberg. A causa de la censura russa, però també per problemes financers generals, deixà de publicar-se el 1895. Lingvo Internacia, de Suècia, ocupà el seu lloc.

### Primera època (1910-1917)
Tot just després de la fundació de la Federació Esperantista Catalana el gener de 1910, va publicar-se Kataluna Esperantisto el mes d'abril. El primer redactor va ser Domènec Sardà i Simó, però, a la seva mort el juny de 1911, Frederic Pujulà i Vallès en va assumir la redacció, fins que la seva participació en la Primera Guerra Mundial va fer que Josep Grau Casas n'agafés la redacció.
Precisament, la guerra va causar una profunda crisi en el moviment esperantista, la qual cosa va provocar la desaparició de la revista després de 71 números.

### Segona època (1921-1923)
Entre 1918 i 1920 va editar-se el Bulteno de la Kataluna Esperanto-Federacio (‘Butlletí de la Federació Esperantista Catalana’), sota la direcció de Marià Solà i Montserrat, com a intent de reiniciar el moviment esperantista. Però a partir de 1921, alguns mesos després de l'assemblea de la Federació, es va encetar el segon període de Kataluna Esperantisto amb Jaume Grau Casas com a redactor. La revista va ser gairebé sempre mensual fins al final de 1923, però els problemes polítics i econòmics lligats a la dictadura de Primo de Rivera van causar la segona desaparició de la revista. En aquest període es van editar 36 números, alguns d'ells dobles.
Durant tres mesos de 1925, la Federació Esperantista Catalana va publicar Lʼesperantista català (Kataluna esperantisto, òrgan de la Federació Catalana dʼEsperantistes), el primer número del qual va ser exclusivament en català per mostrar «als ulls dels catalans els progressos de l'esperanto».

### Tercera època (1924-1928)
El juny de 1924 reneix Kataluna Esperantisto per a un tercer període que durarà fins al 1928. En total es van editar 48 números, alguns dels quals dobles i altres amb suplements gràfics. El ritme de publicació va ser irregular. El consell de redacció el formaven Jaume Grau i Casas, Sebastià Alberich i Jofré (1926) i Marià Solà i Montserrat (1927), sempre amb la participació de Delfí Dalmau i Gener.
Durant tota la dictadura de Primo de Rivera la Federació Esperantista Catalana i alguns dels seus dirigents van patir l'assetjament de les autoritats i d'alguns militars esperantistes espanyols. El juny de 1928, la Federació va rebre l'ordre del Governador Militar de Barcelona, general Milans del Bosch, de deixar d'anomenar-se «catalana» i d'integrar-se en l'Associació Esperantista Espanyola. Dos mesos després va aparèixer l'últim número de la revista, ja que al mes de setembre el congrés de Vinaròs va rebutjar les exigències i va decidir suspendre el funcionament de l'associació.
Tot i això, alguns membres van avenir-se a doblegar-se a les exigències de la dictadura i van fundar una Associació Esperantista Catalano-Balear, que va continuar la publicació de Kataluna Esperantisto durant nou números. En ells per primer cop es va emprar el castellà a la revista.

### Quarta època (1930-1936)
El juliol 1930, quan la dictadura de Primo de Rivera havia donat pas a la «dictablanda» del general Berenguer, es va reactivar la Federació Esperantista Catalana, que va reiniciar la publicació de Kataluna Esperantisto. La revista va aparèixer amb el número 172 amb una explicació de quins números considerava com a òrgans legítims de la Federació:
- Kataluna Esperantisto (primer període): números 1-71 (1910-1917)
- Bulteno de KEF: numeroj 1-13 (1918-1920)
- Kataluna Esperantisto (segon període): números 1-36 (1921-1923)
- Lʼesperantista català: números 1-3 (1924)
- Kataluna Esperantisto (tercer període): números 1-48 (1924-1928)

D'aquesta manera declarava il·legítims els números editats per la Federació Esperantista Catalano-Balear.
El redactor del nou període va ser Jaume Grau Casas i la revista va adoptar un format de butlletí de l'associació i del Jocs Florals Internacionals. Es publicava bimestralment amb pauses curtes degudes a problemes econòmics.
El desembre de 1936 la Federació Esperantista Catalana anunciar una "aturada provisional" per l'esclat de la guerra civil espanyola. La victòria feixista va allargar la pausa durant 46 anys.

### Cinquena època (1982-2018)
La fundació de l'Associació Catalana d'Esperanto el 1982 com a continuadora de la Federació va permetre la represa de Kataluna Esperantisto el mateix any, continuant la numeració d'abans de la guerra.
Redactors:
- Joan Ramon Guiñón i Roset (1982-1986)
- Hèctor Alòs i Font (1987-1988)
- Llibert Puig i Gandia (1988-1990)
- Hèctor Alòs i Font (1991-1996)
- Llibert Puig i Gandia (1996-2002)
- Hèctor Alòs i Font (2003-2007)
- Lluís Batlle i Rossell (2008-2009)
- Hèctor Alòs i Font (2010-2013)
- Hèctor Alòs i Font, Xavier Alcalde i Villacampa (2014-2018)

L'aparició ha estat irregular. Els primers números d'aquesta època apareixen amb dificultat, però a partir de 1983 es publiquen entre quatre i sis números anuals. En 2009 canvia el seu nom: Kataluna Esperantisto. Llengua internacional i drets lingüístics. En 2010 la periodicitat esdevé semestral i, en 2013, anual.

### Sisena època (2021-)
Després de dos anys d'absència, el juny de 2021 va tornar a aparèixer la revista. Per garantir la seva continuïtat, a més de la figura del redactor en cap hi ha també un comitè de redacció. A diferència de la darrera etapa anterior, en què els textos eren escrits en català amb resums en esperanto, en aquest període la revista és completament bilingüe.
Redactors: 
- Montserrat Franquesa i Gòdia, Xavier Alcalde (2021)
- Elisabet Abeyà, Xavier Margais (2022)
- Pere Fornells (2023-)